# Draba dubia
Draba dubia är en korsblommig växtart som beskrevs av Johann Rudolf Suter. Draba dubia ingår i släktet drabor, och familjen korsblommiga växter. Inga underarter finns listade i Catalogue of Life.